# 旭町 (青森市)
旭町（あさひちょう）は青森県青森市の地名。旭町一丁目、旭町二丁目、旭町三丁目が設置されている。郵便番号030-0851。

## 地理
青森市市街地の南東側に位置する。北で大字大野（字北片岡の飛地）、東で桂木、南で大字大野、西で金沢、北西で北金沢に接する。地内は住宅地や小工場で大半を占める。

## 歴史
明治末に起こった青森大火で青森市造道字浪打の柳原遊郭が焼失したあと、この地域に遊郭（森紅苑）がつくられた。

## 交通
東には青森中央大橋が桂木との境界線上に置かれ、北には青森信号場（大字大野字北片岡）・西北部には旭町地下道（北金沢・古川）が境界線外側に置かれる。西の道路は旭町地下道の北側も旭町通りと呼ばれる。
旭町地下道は交通量の多いことで知られ1日当たり19,652台（2006年3月23日時点）であった。だが、2006年4月1日に青森中央大橋が無料化された後は減少し、2006年4月3日の調査では旭町地下道は1日当たり14,842台となり、交通量は約4分の3に減った。
旭町地下道に接する道路は、青森県道120号荒川青森停車場線の西側道路で特徴的であるが、非常に複雑なものになっている。

## 施設
- 青森市立ときわ保育園
- つぼみ保育園
- 片岡福祉館